# Paul Felix Hoffman
Paul Felix Hoffman, OC (Toronto, 21 de março de 1941) é um geólogo canadense.
Foi professor da cátedra Sturgis Hooper de geologia da Universidade Harvard.
Especialista no Pré-Cambriano, é conhecido pela teoria da terra bola de neve, sobre fenômenos que ocorreram no Neoproterozoico, em publicação conjunta com Daniel Schrag.
Obteve o B.Sc. na Universidade McMaster em 1964, o M.Sc. na Universidade Johns Hopkins em 1965, e o Ph.D. na Universidade Johns Hopkins em 1970.

## Honrarias
- Medalha W. W. Hutchison, 1994
- Medalha R. J. W. Douglas, 1991
- Medalha Logan, 1992
- Medalha Willet G. Miller, 1997
- Medalha Wollaston, 2009[1]
- Medalha Penrose, 2011